# Matthias Hues
 (mai 2018).
Si vous disposez d'ouvrages ou d'articles de référence ou si vous connaissez des sites web de qualité traitant du thème abordé ici, merci de compléter l'article en donnant les références utiles à sa vérifiabilité et en les liant à la section « Notes et références ».
Matthias Hues, né le 14 février 1959 à Waltrop, est un acteur allemand naturalisé américain.

## Biographie
Il est connu dans le rôle du vilain alien dans Dark Angel. Il vit en couple avec le mannequin Leslie Carleton dans les années 80 - 90[réf. nécessaire]. Il vit à Bali (Indonésie)[réf. nécessaire].

## Cinéma
- No Retreat, No Surrender 2 : Raging Thunder
- Big Top Pee-wee
- Fist Fighter
- Cage
- Dark Angel
- After Shock
- Kickboxer 2 : Le Successeur
- Diplomatic Immunity
- Star trek VI - Terre inconnue
- I Don't Buy Kisses Anymore
- Fist Fighter 2
- Digital Man
- Alone in the Woods
- Cyber Vengeance
- Charlie Valentine
- A l'autre bout du monde
- Black Rose
- Showdown in Manila
- 2018 : Puppet Master: The Littlest Reich
- Railroad to Hell: A Chinaman's Chance
- The Last Kumite

## Télévision
- Power Rangers: Lost Galaxy, épisode 35 : un gardien